# Rostyn González
Rostyn Eduardo González Ortega (Miranda, 14 febbraio 1964) è un ex cestista venezuelano.

## Carriera
Con il Venezuela ha disputato i Giochi olimpici di Barcellona 1992, i Campionati mondiali del 1990 e quattro edizioni dei Campionati americani (1988, 1989, 1992, 1993).